# 37582 Faraday
37582 Faraday è un asteroide della fascia principale. Scoperto nel 1990, presenta un'orbita caratterizzata da un semiasse maggiore pari a 2,2664371 UA e da un'eccentricità di 0,1527265, inclinata di 5,80955° rispetto all'eclittica.